# Maria de la Salut
Maria de la Salut település Spanyolországban, a Baleár-szigeteken. Maria de la Salut Santa Margalida, Ariany, Sineu és Llubí községekkel határos. Lakosainak száma 2397 fő (2024).

## Népesség
A település népessége az elmúlt években az alábbi módon változott:
| Lakosok száma | 1861 | 2043 | 2141 | 2150 | 2204 | 2114 | 2073 | 2227 | 2242 | 2397 |
|               | 2001 | 2004 | 2006 | 2009 | 2011 | 2014 | 2016 | 2019 | 2021 | 2024 |